# Eupithecia insigniata
Eupithecia insigniata là một loài bướm đêm thuộc họ Geometridae. Loài này được tìm thấy ở châu Âu và Đông Á.
Sải cánh dài 18–22 mm. The moths gặp ở tháng 4 đến tháng 5 tùy theo địa điểm.
Ấu trùng ăn các loài Crataegus và Malus.

## Hình ảnh

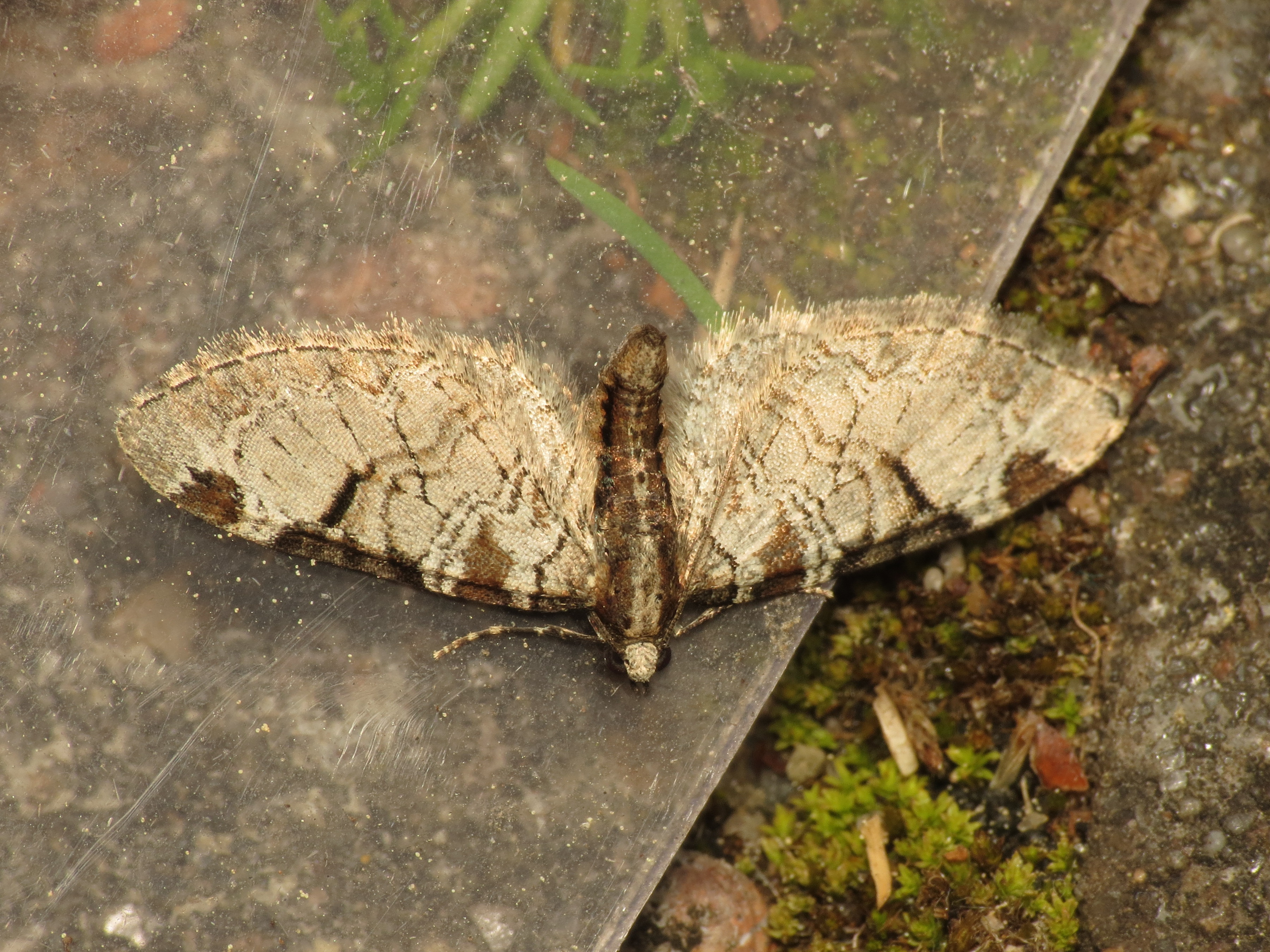
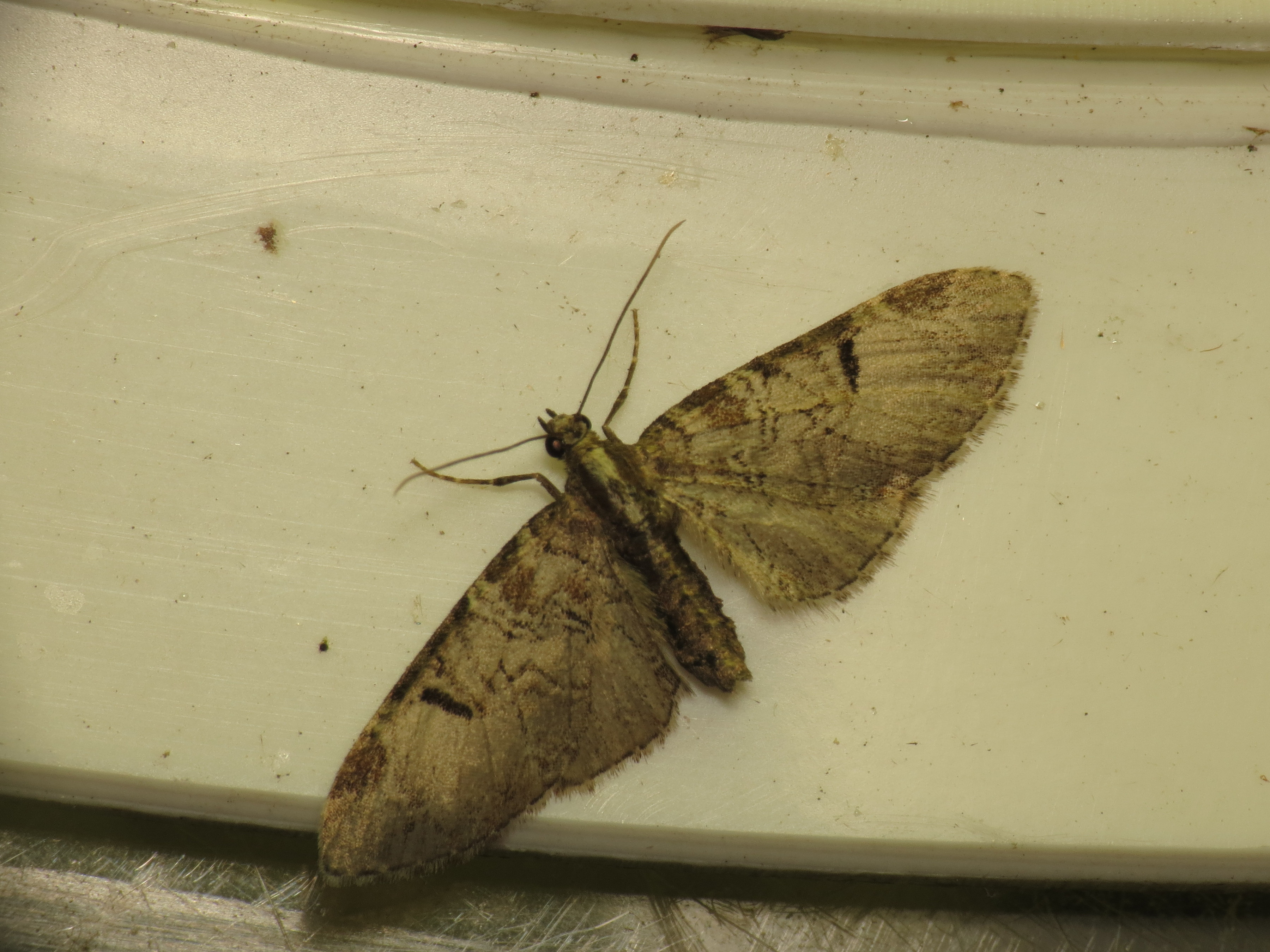
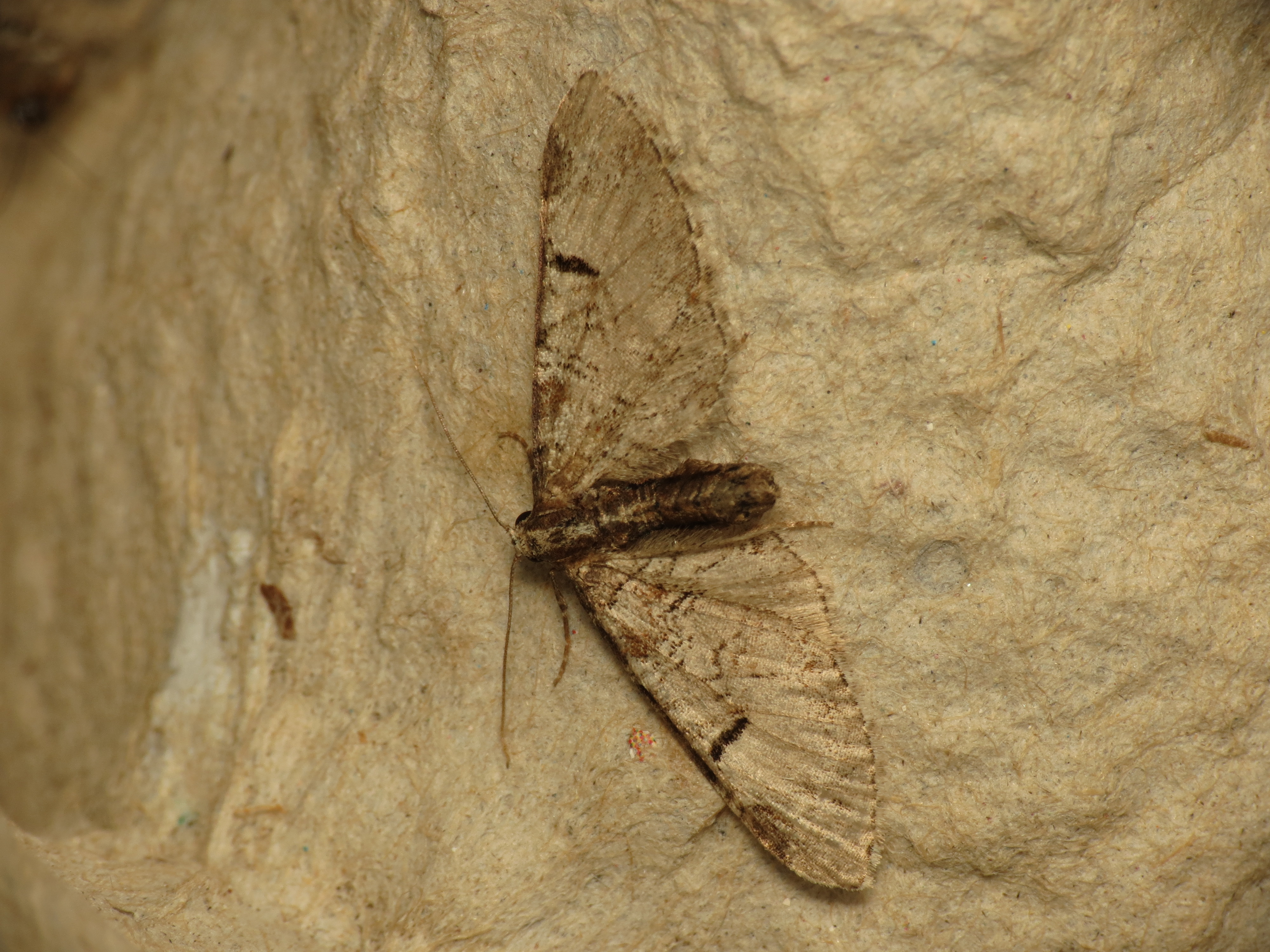
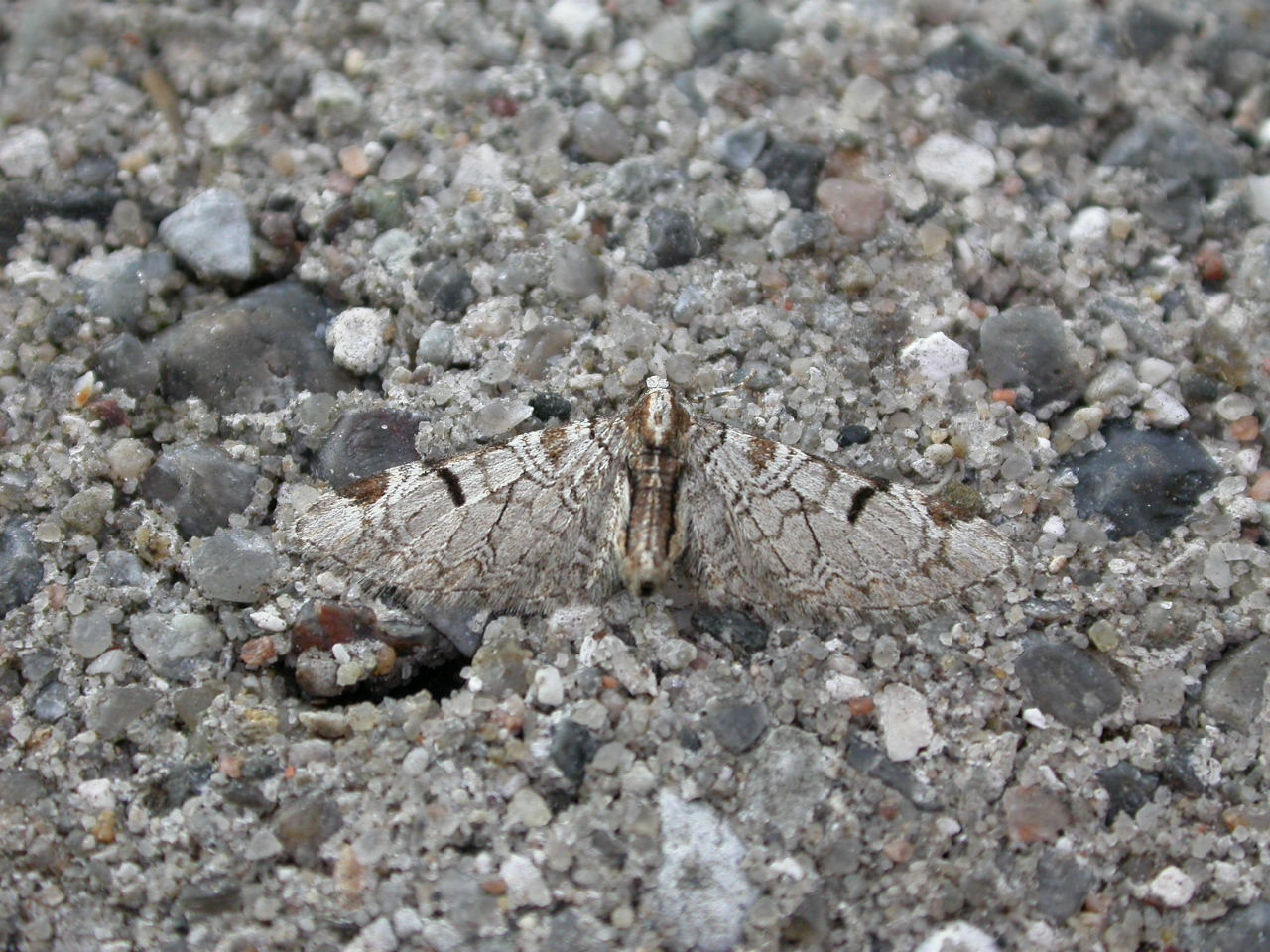